# Epiclerus acutus
Epiclerus acutus är en stekelart som beskrevs av Boucek 1993. Epiclerus acutus ingår i släktet Epiclerus och familjen raggsteklar. Inga underarter finns listade i Catalogue of Life.